# Oblong (Illinois)
Oblong – wieś w Stanach Zjednoczonych, w stanie Illinois, w hrabstwie Crawford.